# Унтерштинкенбрунн
Унтерштинкенбрунн (нем. Unterstinkenbrunn) — коммуна в Австрии, в федеральной земле Нижняя Австрия. 
Входит в состав округа Мистельбах. Население составляет 576 человек (на 31 декабря 2005 года). Занимает площадь 9,42 км². Официальный код — 31652.

## Политическая ситуация
Бургомистр коммуны — Маттиас Хартман юн. (АНП) по результатам выборов 2005 года.
Совет представителей коммуны (нем. Gemeinderat) состоит из 15 мест.
- АНП занимает 10 мест.
- Партия BGM JK занимает 3 места.
- СДПА занимает 2 места.